# Гераклид Понтийский Младший
Эта статья о греческом учёном I в. до н. э. Об одноимённом философе IV в. до н. э. см. Гераклид Понтийский.
Геракли́д Понти́йский Младший (др.-греч. Ἡρακλείδης ὁ Ποντικός; I в. до н. э. — I в. н. э.) — греческий учёный (грамматик, историк, поэт, теоретик музыки). Учился в Александрии у Дидима Александрийского. Работал в Риме во времена Клавдия и Нерона. Э. Баркер, опираясь на Суду, полагает, что Гераклид Понтийский мог быть отцом известного теоретика музыки и грамматика Дидима Музыканта. Большой фрагмент из труда Гераклида Понтийского «Введение в музыку» (др.-греч. Εἰσαγωγὴ μουσική) включил в свой «Комментарий на Гармонику Птолемея» знаменитый философ Порфирий. Полный русский перевод этого текста дал В.Г. Цыпин.

## Элементы учения
«Введение в музыку» Гераклида — компиляция греческой теории музыки, очевидно, написанная по римскому заказу. Судя по характеру изложения (стилю) и тенденциозной выборке цитат из знаменитых греков — Ксенократа, Архита, Демокрита — Гераклид принадлежал к неопифагорейцам. Основная часть сохранившегося фрагмента содержит рассуждение о физическом генезисе звука, о гармоничном и негармоничном, о музыкальных (высотно определённых, определяемых числовым отношением) и немузыкальных (слитных) звуках. Текст содержит важное для греческой гармоники разграничение эммелики и экмелики.